# Anneke van Giersbergen
Anna Maria van Giersbergen (Sint-Michielsgestel, 8 marzo 1973) è una cantante olandese, nota per la sua militanza nei The Gathering tra il 1994 e il 2007.

## Biografia
Anneke van Giersberhen è nata a Sint-Michielsgestel, l'8 marzo 1973. Iniziò a cantare giovanissima nel coro della sua scuola, con cui fece una tournée in Francia quando aveva dodici anni. In seguito prese lezioni di canto ed entrò nella sua prima band. Cantò in diversi gruppi prima di entrare a far parte del duo Bad Breath che suonava un misto di blues, jazz, folk e funk.
Nel 1994 vinse l'audizione come cantante dei Gathering, che stavano cercando una nuova voce dopo i frequenti cambiamenti di cantanti negli ultimi due anni. Il suo primo album con i Gathering fu Mandylion, uscito nel 1995. Oltre ai lavori con i Gathering ha al suo attivo collaborazioni con altri gruppi quali Lawn, con cui ha inciso la canzone Fix, The Farmer Boys e Ayreon.
Nel 2006 ha collaborato con John Wetton e Geoff Downes nel loro album Icon II - Rubicon.
Il 20 febbraio 2005 ha dato luce al suo primo figlio, avuto da Rob Snijders, ex-batterista dei Celestial Season.
Nel 2007 ha lasciato i Gathering per fondare una nuova band chiamata Agua de Annique, con cui fa un mix di pop e rock intimistico. Nel 2009 ha cantato nell'album Addicted del Devin Townsend Project e nel 2011 nell'album Falling Deeper degli Anathema. Tra il 2010 e il 2011 si esibisce varie volte insieme a Daniel Cavanagh con canzoni acustiche.
Nel 2012 esce l'album Everything Is Changing, registrato a nome di Anneke e non degli Agua de Annique. L'album è improntato su un pop rock ricco di venature elettroniche, ma non mancano incursioni nel rock e sfumature metal. Nel 2013 esce Drive, album più omogeneo del precedente e più orientato su un alternative rock pieno di riff rocciosi, linee vocali melodiche e ritornelli da stadio.

## Discografia

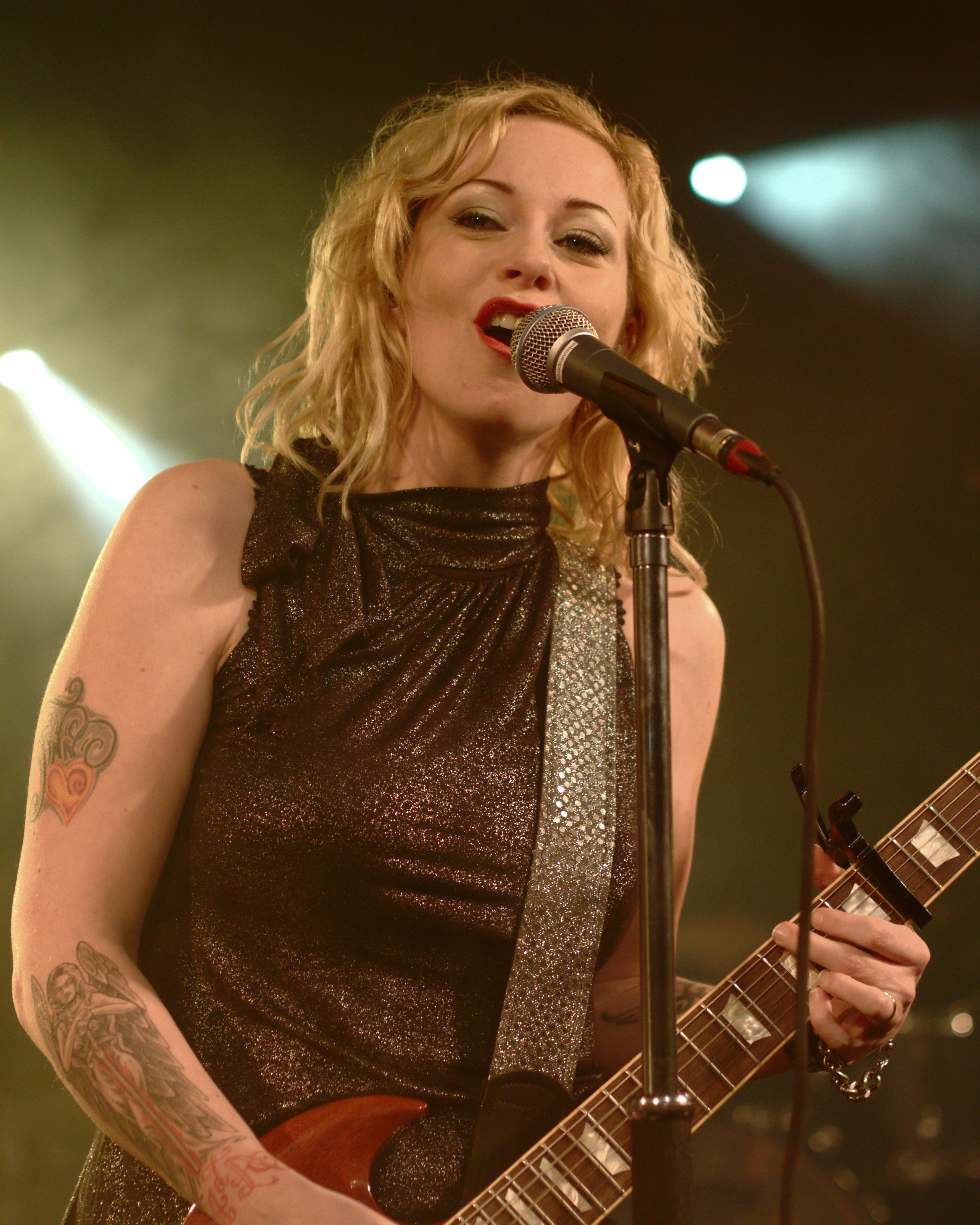
Anneke van Giersbergen in concerto

### Con i The Gathering
Album in studio
- 1995 – Mandylion
- 1997 – Nighttime Birds
- 1998 – How to Measure a Planet?
- 2000 – If Then Else
- 2003 – Souvenirs
- 2006 – Home

Album dal vivo
- 1999 – Superheat
- 2004 – Sleepy buildings - A Semi-acoustical Evening
- 2008 – A Noise Severe

Raccolte
- 2005 – Accessories - Rarities and B-Sides

EP
- 1996 – Adrenaline/Leaves
- 2002 – Black Light District

### Con Agua De Annique / come Anneke van Giersbergen
Album in studio
- 2007 – Air
- 2009 – Pure Air
- 2009 – In Your Room
- 2012 – Everything Is Changing
- 2013 – Drive
- 2021 – The Darkest Skies Are the Brightest

Album dal vivo
- 2009 – In Parallel (con Danny Cavanagh)
- 2010 – Live in Europe
- 2018 – Symphonized

### Con il Devin Townsend Project
- 2009 – Addicted
- 2012 – Epicloud

### Con i The Gentle Storm
- 2015 – The Diary

### Con i Vuur
- 2017 – In This Moment We Are Free - Cities

### Altre collaborazioni
| Anno | Canzone/i                                 | Artista                            | Album                                       |
| ---- | ----------------------------------------- | ---------------------------------- | ------------------------------------------- |
| 1996 | Never Let Me Down Again                   | Farmer Boys                        | Countrified                                 |
| 1998 | Tutti i brani                             | Ayreon                             | Into the Electric Castle                    |
| 2004 | Fix                                       | Lawn                               | Backspace                                   |
| 2006 | To Catch a Thief e Tears of Joy           | Wetton/Downes                      | Icon II: Rubicon                            |
| 2006 | Mighty Rivers Run e Diem Ex Dei           | Globus                             | Epicon                                      |
| 2006 | Weltschmerz e In Deference                | Napalm Death                       | Smear Campaign                              |
| 2008 | Tutti i brani                             | Ayreon                             | 01011001                                    |
| 2008 | Scorpion Flower                           | Moonspell                          | Night Eternal                               |
| 2008 | Somewhere (Live)                          | Within Temptation                  | Black Symphony                              |
| 2009 | Sevengill                                 | Giant Squid                        | The Ichthyologist                           |
| 2009 | Somewhere (Live)                          | Within Temptation                  | An Acoustic Night at the Theatre            |
| 2010 | Push Me to the Ground                     | Shane Shu                          | Push Me to the Ground                       |
| 2010 | To Tame a Land (duetto con Damian Wilson) | Maiden uniteD                      | Mind the Acoustic Pieces                    |
| 2010 | Sun and Steel                             | Maiden uniteD                      | The Trooper                                 |
| 2011 | What Could Have Been                      | Novembers Doom                     | Aphotic                                     |
| 2011 | Everwake                                  | Anathema                           | Falling Deeper                              |
| 2011 | The Promise                               | Globus                             | Break from This World                       |
| 2011 | Varie tracce                              | Lorrainville                       | You May Never Know What Happiness Is        |
| 2012 | Only You Can See                          | DJ Hidden & Anneke van Giersbergen | Lights Off: Only You Can See                |
| 2016 | Tutti i brani                             | Wim Kratsborn                      | Pasengers in Time: The Musical History Tour |
| 2017 | This Music, Soho e Oceans of Time         | Daniel Cavanagh                    | Monochrome                                  |
| 2018 | Amongst Stars                             | Amorphis                           | Queen of Time                               |